# Vicente de Lerins
San Vicente de Lerins, (en francés Vincent de Lérins) († 450). Monje galorromano, santo y Padre de la Iglesia. Nació en Toulouse, en Galia. Las noticias sobre su vida se resumen en que, tras una existencia mundana, ingresó en el monasterio de Lerins, cerca de Marsella. Genadio de Marsella escribió que Vicente murió durante el reinado de los emperadores Teodosio II de Oriente y de Valentiniano III de Occidente, por lo que su muerte debe haber ocurrido en 450, o poco antes. Sus reliquias se han conservado en Lérins.
Su escrito más famoso es la Commonitorium (434), tratado teológico firmado con el seudónimo de Peregrinus. En este tratado desarrolla las reglas principales que ha de seguir un cristiano para distinguir el contenido doctrinal del cristianismo original del planteado por las herejías. Utiliza un lenguaje muy parecido al del semipelagianismo, y se enfrenta a las formulaciones básicas de la teología de san Agustín de Hipona, considerándolas novedosas y contrarias a la que considera primera norma de la fe: creer quod semper, quod ubique, quod ab ómnibus ('solo y todo cuanto fue creído siempre, por todos y en todas partes').
En algunas ocasiones este santo ha sido identificado con Mario Mercátor, por el contenido semipelagiano de su teología. De hecho, se considera que Vicente es el autor contra el que San Próspero, amigo de san Agustín, dirigió sus Responsiones ad capitula objectionum Vincentianarum.
Su fiesta se celebra el 24 de mayo.